# После. Долго и счастливо
«После. Долго и счастливо» (англ. After Ever Happy, иногда употребляется, как После. Глава 4) — американская романтическая драма 2022 года режиссёра Кастилии Лэндон по сценарию Шэрон Собойл, основанный на одноименном романе Анны Тодд 2015 года. Это четвертая часть из серии фильмов «После», состоящая из фильмов «После» (2019), «После. Глава 2» (2020) и «После. Глава 3» (2021) и «После. Навсегда». В фильме снимались Джозефин Лэнгфорд и Хиро Файнс-Тиффин, сыгравшие роли Тессы Янг и Хардина Скотта соответственно.
Мировая премьера четвёртой части серии состоялась в Лондоне 10 августа 2022 года, в России 25 августа, а в кинотеатрах США он вышел 7 сентября 2022 года. Продолжение, которое имеет название «После. Навсегда», находится на данный момент в производстве и выйдет, скорее всего, в 2023 году. В российской и зарубежной прессе фильм получил в основном негативные отзывы от зрителей, как и предыдущие три фильма.

## Сюжет
Через 2 часа после свадьбы матери Хардина Триш и Майкла, Хардин поджигает дом Триш из-за ненависти к Вэнсу, его настоящему биологическому отцу,  и от того, что всё напоминает ему в доме о том, как ненастоящий отец избивал мать, а Вэнс, зная об этом, бездействовал. После прибытия полиции Хардин с помощью Вэнса покидает место пожара, а Вэнс берёт вину за поджог на себя. Утром следующего дня Хардин намеренно отдаляется от Тессы, понимая, что тянет её на дно. Бросая её в доме Вэнса, он направляется на вечеринку к друзьям. Получая билет от Хардина с намёком на то, чтобы она уезжала одна, Тесса не сдаётся и решает вновь его вернуть. Зайдя на вечеринку, она видит Хардина в объятиях другой девушки, начинает уходить, но останавливается и даёт последний шанс Хардину, который он не принимает, отвергая её вновь. Так они расстаются.  
Приехав в их квартиру, Тесса вспоминает с грустью, как им было хорошо вместе, но замечает, что что-то не так. Зайдя в спальню, она видит Ричарда, который лежит на полу. Пытается докричаться до него, разбудить, но понимает, что уже поздно, он умер от передозировки наркотиком. Все эти события заставляют Тессу уехать назад к матери. Там она впадает в депрессию: не ест, плачет, не разговаривает ни с кем. В это же время её лучший друг и сводный брат Хардина, Лэндон, пытается дозвониться до Хардина, чтобы рассказать о произошедшем. Когда ему удаётся это сделать, Хардин пытается поговорить с Тесс по телефону, но она отказывается. Он прилетает к ней, пытается вновь и вновь поговорить, но видит, как Тессе плохо. В очередной раз у них получается поговорить, но Тесса говорит о том, что устала, так как Хардину мало одной любви, чтобы бороться за неё. Она понимает, что исправить Хардина ей не удастся.  
На похоронах Ричарда мы видим, как многие приехали проститься, это обеспокоило Тессу, и она задумалась о том, кто оплачивает похороны. В разговоре Хардина и Лэндона после похорон мы узнаем, что похороны оплатил Хардин. Позже Тесс и Хардин разговаривают, он признается в своих чувствах, говорит о том, что жалеет, что не понимал раньше, насколько она сильно нужна ему. Это признание заставляет Тессу задуматься, поэтому, когда Хардин собирается уезжать к Кену и обещает приехать к ней в Сиэтл, Тесса говорит, что ей от него больше ничего не нужно, но Хардин не верит ей. 
Кен и Хардин разговаривают. Когда Кен начинает сравнивать Венса и Хардина, парень случайно проговаривается о том, что тот его настоящий отец. Это ошеломляет Кена. Он говорит Хардину о том, что видел это с самого его рождения, злился, но продолжал его всегда любить и даже сейчас, несмотря на новость о Вэнсе, проолжает считать его своим сыном. Хардину было важно услышать эти слова. Он обнимает Кена и прощает его. Тесса сообщает Кимберли о том, что хочет переехать в Нью-Йорк. 
На приёме у врача Тесса узнаёт, что не сможет выносить ребёнка. Эта новость расстраивает девушку, и, придя домой, она напивается. Хардин звонит ей по телефону, понимает, что что-то не так, и приезжает к ней. Там он находит Тессу пьяной и спящей на заднем дворе. Относит её в дом. Тесса спрашивает, хотел бы он от неё ребёнка. Хардин отвечает, что не прямо сейчас, но хотел бы. Тесса просит остаться Хардина с ней. Они лежат на кровати, а он обнимает её. 
Утром Хардин начинает выяснять у Тессы, почему она расстроилась. Девушка сообщает ему о том, что не сможет забереметь. Эта новость шокирует Хардина. Он говорит, что ему жаль, что у них отняли такую возможность. Это обижает Тессу. Они ругаются, но быстро переводят всё в шутку. На прощальном ужине в честь отъезда Лэндона в Нью-Йорк Тесса сообщает Хардину, что им нужно расстаться на какое-то время, и лучше всего это будет сделать, если она переедет в Нью-Йорк и будет жить с Лэндоном. Эта новость злит Хардина, он обвиняет во всём Лэндона и хочет ударить его, но вовремя останавливается, выбегает на улицу и кричит от ярости.  
Через 5 месяцев Тесса возвращается к Хардину. Тесса в один из дней находит книгу «После» про их жизнь. Тесса говорит Хардину чтобы он не опубликовал эту книгу, но он в одном из залов читает её вслух, и Тесса уходит. В конце фильма остаётся надпись «Продолжение следует…».

## В ролях
- Джозефин Лэнгфорд — Тесса Янг
- Хиро Файнс-Тиффин — Хардин Скотт
- Луиза Ломбард — Триш Дэниелс
- Картер Дженкинс — Роберт
- Роб Эстес — Кен Скотт
- Чанс Пердомо — Лэндон
- Мира Сорвино — Кэрол Янг
- Атанас Сребрев — Ричард Янг
- Ариэль Кеббел — Кимберли
- Стивен Мойер — Вэнс
- Фрэнсис Тернер — Карен
- Киана Мадейра — Нора
- Антон Коттас — Смит
- Франклин Кендрик — маленький Хардин
- Райан Ол — Джо
- Тосин Томпсон — Джанин

## Производство
В начале сентября 2020 года Джозефин Лэнгфорд и Хиро Файнс-Тиффин объявили о том, что в производство запущены третья и четвёртая части франшизы.
В октябре в СМИ появилась информация, что к основному актёрскому составу третьего и четвёртого фильмов присоединятся Стивен Мойер и обладательница премии Оскар Мира Сорвино. Стало известно, что роли во франшизе получили Чанс Пердомо и Ариэль Кеббел, а также Фрэнсис Тернер и Киана Мадейра. Режиссёром третьего и четвёртого фильмов стала Кастилл Лэндон. Сценарий картин написала Шэрон Собойл, соавтор сценария к фильму «После. Глава 2».

## Продолжение
В августе 2022 года было объявлено, что началось производство секретного продолжения После. Долго и счастливо. Хотя мало что было раскрыто, было заявлено, что основные фотографии недавно были завершены и что официальное название будет «После. Навсегда». Лэнгфорд и Файнс-Тиффин вернутся к своим ролям Тессы Янг и Хардина Скотта соответственно. Предполагается, что это будет пятый фильм в серии.